# Mamelon central
Le Mamelon central est un cône volcanique aujourd'hui disparu qui constitue le point culminant du piton de la Fournaise, le volcan actif de La Réunion, entre son édification en 1766 et sa destruction autour de 1820.

## Histoire
En 1766, un cratère se forme à 400 mètres environ à l'est du cratère Bory, alors appelé « cratère Brûlant ». Dans cette dépression se construit rapidement un cône volcanique, le Mamelon central. Son sommet est détruit en 1791 par une explosion. Un cratère de 200 mètres de diamètre et d'environ 40 mètres de profondeur se forme à son pied vers l'Est : c'est le cratère Dolomieu, baptisé ainsi en 1801 lors de l'ascension du volcan par Jean-Baptiste Bory de Saint-Vincent. Au cours de cette expédition, le scientifique estime la hauteur du Mamelon central à 160 pieds.
Le cône volcanique est détruit entre 1817 et 1825 au cours d'un effondrement qui donne naissance à l'enclos Vélain, cratère qui fusionne par la suite avec le cratère Dolomieu tout proche au gré de ses agrandissements successifs pour finalement disparaitre lors de l'éruption d'avril 2007.